# Phytoecia atrohumeralis
Phytoecia atrohumeralis là một loài bọ cánh cứng trong họ Cerambycidae.